# Flores Chaviano
Flores Melquíades Chaviano Jiménez (* 10. Dezember 1946 in Caibarién) ist ein kubanischer Komponist, Arrangeur, Gitarrist, Dirigent und Musikpädagoge. Seit 1981 lebt er im spanischen Exil.

## Studium
Flores Chaviano wurde 1946 in Caibarién in der zentralkubanischen Provinz Villa Clara geboren. Dort bekam er seinen ersten Unterricht im Gitarrenspiel bei Pedro Julio del Valle (1921–1969). Später folgte er seinem Lehrer nach Santa Clara. Im Anschluss lernte er an der Escuela Nacional de Arte in Havanna und studierte Gitarre bei Isaac Nicola sowie Komposition bei José Ardévol und Sergio Barroso am Instituto Superior de Arte, einer der renommiertesten Musikhochschulen Lateinamerikas. Außerdem besuchte er Meisterkurse bei Leo Brouwer und Alirio Díaz.
Nach seiner Übersiedlung nach Spanien 1981 beendete er seine Studien bei Demetrio Ballesteros am Real Conservatorio Superior de Música de Madrid.

## Komponist
Seine Werke werden immer wieder von internationalen Orchestern und Solisten uraufgeführt, wie dem Orquesta Sinfónica Nacional de México, dem Orchester der Musikakademie Danzig, dem Orquesta Ciudad de Granada, dem Orquesta Internacional de Madrid, dem Orquesta Sinfónica del Principado de Asturias (OSPA), dem Kammerorchester von Nalón, dem Staatsorchester El Salvador, dem Philharmonic Orchestra of Montevideo, von Solisten der Komischen Oper Berlin, dem Mutare Ensemble in Frankfurt und dem Featuring Ensamble of New York.
Chaviano komponiert Auftragswerke für die Prinz-von-Asturien-Stiftung, das Nationale Institut für Musik und darstellende Kunst des Spanischen Ministeriums für Kultur, das Konservatorium von Nalón und das Radio Nacional de España. Viele Musiker ließen sich von ihm Stücke schreiben, wie beispielsweise der kubanische Saxophonist Paquito D’Rivera.
Sein Werkenkatalog umfasst weit über 100 Kompositionen für unterschiedliche Besetzungen. Zu seinen Kompositionen zählen das Requiem for a Sonero (Miguel Matamoros), die Hommage an Victor Jara und die Variationen über ein Thema Yoruba.

## Gitarrist
1974 gewann er den 1. Preis beim Nationalen Gitarrenwettbewerb der Unión Nacional de Escritores y Artistas de Cuba.
Seine Konzertreisen führten ihn durch die ganze Welt. Er führte seine Werke mehrmals in Deutschland auf so in Potsdam, Berlin und Dresden. Zudem war er in Polen, Bulgarien, Tschechien, Schweden und Italien eingeladen. Mehrmals war er in den USA zu Gast und spielte im Kennedy Center in Washington, dem Lincoln Center in New York sowie in Los Angeles und Miami. In Spanien konzertierte er im Teatro Real und im National Music Auditorium. In Buenos Aires war er im Teatro Bellas Artes.
Er trat als Solist u. a. mit Orchestern wie dem Orquesta Sinfónica Nacional de Mexico, dem Orquesta del Nuevo Mundo und dem Orquesta Nacional de Cuba auf.

## Dirigent und Veranstalter
Während seiner Tätigkeit als Musiker auf Kuba, dirigierte er mehrere heimische Orchester, wie das Orquesta Sinfónica Nacional de Cuba (CMBF), das Orquesta Sinfónica de Matanzas und das Orquesta Sinfónica de Santiago de Cuba. Er spielte mehrmals in der Sowjetunion und Ländern des Ostblocks.
Flores Chaviano gründete 1989 mit Unterstützung der Sociedad General de Autores y Editores das Festival Andrés Segovia In Memoriam und 1990 das Festival Internacional de Guitarra Ponferrada. 1992 war er Gründer und ist seitdem Dirigent des Andres Segovia Ensemble, ein Kammerorchester, das sich der zeitgenössischen Musik widmet. Ferner steht er dem Cuarteto Fin de Siglo und dem Ensemble Trova Lírica Cubana vor. Er dirigiert bereits die Capilla Musical Esteban Salas de Madrid, eine Gruppe die Werke kubanischer Komponisten des Barock aufführt.

## Musikpädagoge
Flores Chaviano lehrte von 1970 bis 1972 am Conservatorio Esteban Salas und von 1978 bis 1980 an der Escuela Nacional de Arte in Havanna. Von 1979 bis 1980 war er Professor am Instituto Superior de Arte.
Er gab Meisterkurse in zahlreichen Städten in Europa und Amerika. Er unterrichtete unter anderem an der Universität von Puerto Rico und der Florida International University. Darüber hinaus führte es ihn an die Konservatorien in Peking und Mexiko-Stadt sowie die Hochschule für Musik und Theater Rostock und die Hochschule für Musik „Hanns Eisler“ Berlin. In Spanien gab er Meisterkurse für zeitgenössische Musik in Madrid (1983), Salamanca (1984) und Granada (1985/87).
Er lehrte an den Konservatorien in Madrid (1988), Ponferrada (1989–1991) und Segovia (1991), wo er auch als Direktor tätig war. Seit mehreren Jahren ist er Dozent am Conservatorio Profesional de Música Ángel Arias Macein in Madrid.

## Arrangeur
Chaviano ist Arrangeur der Musik von Astor Piazzolla.

## Diskographie
- 1994: New Spanish Guitar Music, Various, Koch-Schwann.
- 1995: Ladder of Escape 2: Robby Faverey, Attacca Records (Werke von Flores Chaviano, Leo Brouwer, Bruno Maderna, Louis Andriessen, Maarten Bon, Jacques Ibert, Luiz Bonfá).
- 2001: Guitar Recital: Ricardo Gallen (Erster Preis der International Francisco Tárrega Guitar Competition, 1999), Naxos (Werke von Joaquín Rodrigo, Joaquín Clerch, Leo Brouwer, Tōru Takemitsu, Equinox, Flores Chaviano, Francisco Tárrega).